# Frederikke Jacobson
Louise Frederikke Amalie Jacobson, född Larcher den 23 juli 1834, död den 24 november 1922, var en dansk skådespelerska. Dotter till dansaren Pierre "Peder" Joseph Larcher (1801-1847) och skådespelaren Frederikke Larcher.   
Jacobson debuterade 1852 och var mellan 1857 och 1880 skådespelerska vid Det Kongelige Teater. Under den första tiden spelade hon mest hjältinneeroller, i drama och lustspel. Under de senare åren spelade hon roller i komedier. 1858-1897 var hon gift med en officer i flottan, Georges Johan Jacob Preben Jacobson, son till den danske läkaren Ludvig Jacobson. Hon var mor till skulptören Lili Havell.